# 1899 au théâtre
| Années du théâtre : 1896 - 1897 - 1898 - 1899 - 1900 - 1901 - 1902    |
| Décennies du théâtre : 1860 - 1870 - 1880 - 1890 - 1900 - 1910 - 1920 |

## Pièces de théâtre représentées

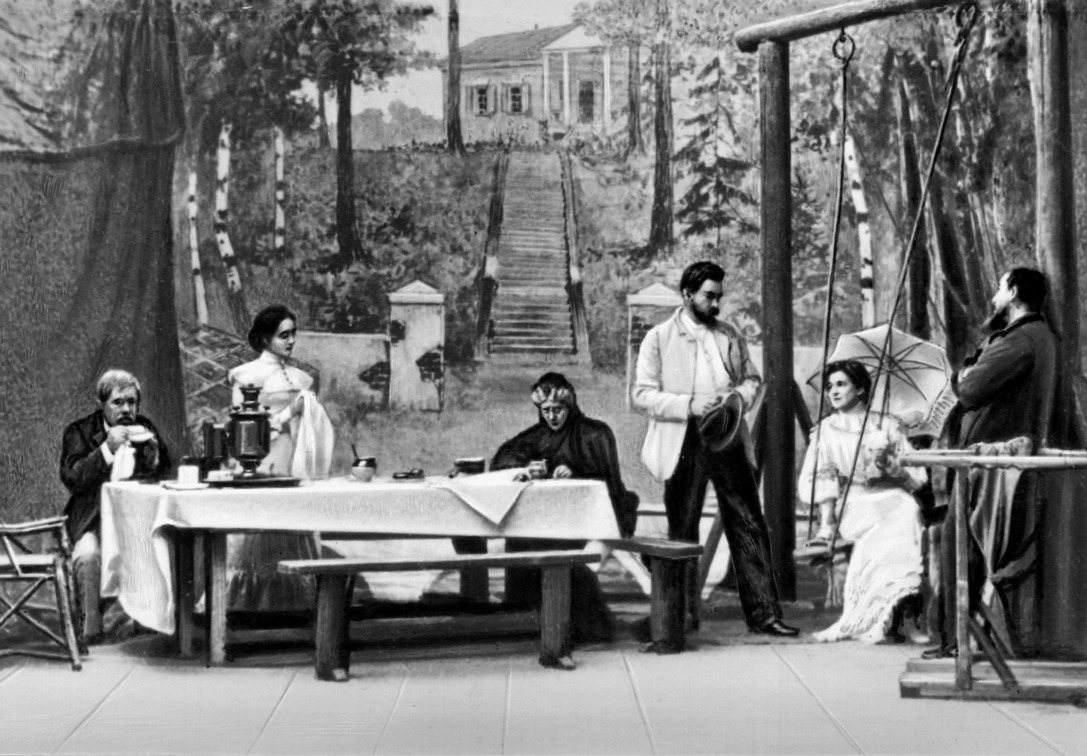
Une des premières représentations, en 1899, dOncle Vania au théâtre d'art de Moscou, avec Artiom (Téléguine), Lilina (Sonia), Raïevskaïa (Maria Vassilievna), Olga Knipper (Éléna), Constantin Stanislavsky (Astrov), Vichnevsky (Voïnitsky).

- 17 janvier : La Dame de chez Maxim de Georges Feydeau au Théâtre des Nouveautés,
- 26 janvier : Une aimable lingère, ou Chaque âge a ses plaisirs, proverbe de château, Paris, Théâtre des Mathurins,
- 28 février : L'Anglais tel qu'on le parle, vaudeville en 1 acte de Tristan Bernard, Paris, Comédie-Parisienne,
- 24 mai : Le pauvre bougre et le bon génie, féerie en un acte d'Alphonse Allais représentée pour la première fois au Théâtre des Mathurins,
- 26 octobre : première représentation, au théâtre d'art de Moscou, de la pièce, fortement retouchée par l'auteur, Oncle Vania d'Anton Tchekhov, déjà représentée sous une forme moins aboutie dans d'autres villes de la province russe.
- 6 novembre : Octave ou les Projets d'un mari, comédie en 1 acte de Tristan Bernard, Paris, Grand-Guignol,
- 8 décembre : La Mariée du Touring-Club, vaudeville en 4 actes de Tristan Bernard Paris, Théâtre de l'Athénée,

## Naissances
25 mars : Jacques Audiberti, écrivain, poète et dramaturge français.

## Décès
- 12 mai : Henry Becque, dramaturge français, né le 18 avril 1837.
- 22 octobre : Jules-Henri Brésil, dramaturge et comédien français, né le 8 mai 1818.